# Micromia dympna
Tripteridia dympna là một loài bướm đêm trong họ Geometridae.